# Даллан, Денис
Денис Даллан (итал. Denis Dallan, родился 4 марта 1978 года в Азоло) — итальянский регбист, игравший на позиции центра и винга. Младший брат регбиста Мануэля Даллана.

## Биография

### Игровая карьера
Вырос в Азоло, начинал карьеру в «Бенеттоне» в 1997 году и в первый же сезон завоевал Кубок Италии. В сборной Италии дебютировал при Жорже Косте в 1999 году в тестовой игре против Шотландии (ранее играл против второй сборной Франции, матч не был признан официальным). Несмотря на выступления в сборных под руководством Массимо Маскьолетти и Брэда Джонстона в рамках матчей против команд Кубка пяти наций, Даллан не попал в заявку на чемпионат мира 1999 года в Уэльсе.
В активе Даллана значатся выступления на Кубке шести наций 2000, 2001, 2002, 2003, 2004 годов (23 матча из 25 матчей Италии на Кубке). Включён Джоном Кируэном в заявку на чемпионат мира 2003 года, сыграл там три матча за сборную Италии. В 2006 году Даллан, выигравший чемпионат Италии в седьмой раз, перешёл из команды из Тревизо в парижский «Стад Франсе», где завоевал в сезоне 2006/2007 титул чемпиона Франции. После победы вернулся в Италию, где выиграл в составе «Крочати Пармы» в 2008 году Кубок Италии, а в сезоне 2008/2009 с братом Мануэлем перешёл в «Венецияместре». Последний сезон отыграл в «Аматори Милано», куда перешёл по предложению тренера Марчелло Куттитты и спортивного директора клуба Массимо Джованелли.
В сезоне 2014/2015 года сыграл за клуб «Кавальери Прато»: 29 ноября 2014 года вышел на замену в игре против «Лацио», но его команда проиграла 0:36 «орлам».

### Вне регби
- 14 ноября 2009 года на «Джузеппе Меацца» перед матчем сборных Италии и Новой Зеландии исполнил гимн Италии, при этом не будучи профессиональным певцом[2].
- В 2010 году Даллан принял участие в реалити-шоу «L'isola dei famosi[итал.]» (итальянская версия реалити-шоу «Survivor», известного в России как «Последний герой») и выбыл в полуфинале программы.
- Проживает в настоящее время в Виареджо, где управляет любительским клубом «Титани», являющимся спортивным и социальным проектом.

## Достижения
- Чемпионат Италии:
  - Чемпион: 1996/1997, 1997/1998, 1998/1999, 2000/2001, 2002/2003, 2003/2004, 2005/2006 (все — «Бенеттон Тревизо»)
- Кубок Италии:
  - Победитель: 1997/1998, 2004/2005 («Бенеттон Тревизо»), 2007/2008 («Крочати Парма»)
- Суперкубок Италии:
  - Победитель: 2006 («Бенеттон Тревизо»)
- Чемпионат Франции:
  - Чемпион: 2006/2007 («Стад Франсе»)